# Wolfgang Perner
Wolfgang Perner (Ramsau am Dachstein, 17 settembre 1967 – 1º ottobre 2019) è stato uno sciatore nordico austriaco attivo sia nello sci di fondo sia nel biathlon, disciplina nella quale colse i maggiori successi.

## Biografia
Nel biathlon in Coppa del Mondo ottenne il primo podio, nonché risultato di rilievo, nel 1992 a Oslo Holmenkollen (3°) e la prima vittoria nello stesso anno a Novosibirsk.
In carriera prese parte a quattro edizioni dei Giochi olimpici invernali, Lillehammer 1994 (22° nello sprint, 9° nella staffetta), Nagano 1998 (38° nello sprint, 24° nell'individuale, 11° nella staffetta), Salt Lake City 2002 (3° nello sprint, 9° nell'inseguimento, 32° nell'individuale, 6° nella staffetta) e Torino 2006. In quest'ultima occasione si era classificato 4º nello sprint, 25° nell'inseguimento e 60° nell'individuale, ma i suoi risultati furono annullati poiché risultò che l'atleta austriaco aveva fatto uso di doping: nelle stanze di Perner e di altri atleti della nazionale austriaca, al villaggio olimpico, furono trovate sacche di sangue e altre attrezzature finalizzate a pratiche dopanti. In aprile il CIO squalificò a vita gli atleti dalle competizioni olimpiche e annullò i risultati conseguiti; anche la Federazione sciistica dell'Austria radiò a vita Perner e gli altri sciatori coinvolti nello scandalo (il biatleta Wolfgang Rottmann e diversi fondisti). L'atleta non tornò più alle gare e nel 2012 fu anche condannato in primo grado dalla magistratura italiana a una pena di un anno e mezzo di reclusione (che non dovette scontare grazie a un indulto). Perner aveva partecipato anche a dieci edizioni dei Campionati mondiali (5° nella gara a squadre a Ruhpolding 1996 il miglior risultato).
Nello sci di fondo gareggiò soltanto a livello nazionale, vincendo due medaglie di bronzo ai Campionati austriaci.

## Palmarès

### Biathlon

#### Olimpiadi
- 1 medaglia:
  - 1 bronzo (sprint[3] a Salt Lake City 2002)

#### Coppa del Mondo
- Miglior piazzamento in classifica generale: 14º nel 1992
- 8 podi (3 individuali, 5 a squadre[1]), oltre a quello conquistato in sede olimpica e valido anche ai fini della Coppa del Mondo:
  - 5 vittorie (2 individuali, 3 a squadre)
  - 1 secondo posto (a squadre)
  - 2 terzi posti (1 individuale, 1 a squadre)

##### Coppa del Mondo - vittorie
| Data             | Località    | Nazione  | Spec.                                                          |
| ---------------- | ----------- | -------- | -------------------------------------------------------------- |
| 1992             | Novosibirsk | Russia   | IN                                                             |
| 12 gennaio 1997  | Ruhpolding  | Germania | TM (con Hannes Obererlacher, Reinhard Neuner e Ludwig Gredler) |
| 16 marzo 1997    | Novosibirsk | Russia   | MS                                                             |
| 5 dicembre 1999  | Hochfilzen  | Austria  | RL (con Ludwig Gredler, Günther Beck e Wolfgang Rottmann)      |
| 15 dicembre 2001 | Pokljuka    | Slovenia | RL (con Daniel Mesotitsch, Christoph Sumann e Ludwig Gredler)  |

Legenda:

IN = individuale

MS = partenza in linea

TM = gara a squadre

RL = staffetta

#### Campionati austriaci
- 11 medaglie[4]:
  - 3 ori (20 km nel 1997; sprint, individuale nel 1998)
  - 4 argenti (20 km nel 1992; inseguimento nel 2001; 20 km rollerski nel 2004; sprint nel 2005)
  - 4 bronzi (sprint nel 1995; 10 km, 20 km nel 1996; 10 km nel 1997)

### Sci di fondo

#### Campionati austriaci
- 2 medaglie[4]:
  - 2 bronzi (30 km nel 1996; 50 km nel 1997)